# The Man Who Shot Liberty Valance
The Man Who Shot Liberty Valance (bra: O Homem Que Matou o Facínora; prt: O Homem Que Matou Liberty Valance) é um filme estadunidense de 1962, do gênero western, dirigido por John Ford, baseado num conto da escritora Dorothy M. Johnson.
Contando com antigos atores do cinema mudo, foi o último filme da atriz de seriados Helen Gibson, cujo nome não aparece nos créditos. Foi também o último filme do ator de Western Jack Perrin, igualmente não creditado, que atuou, ainda, em algumas séries de televisão. Assim como foi, também, o da atriz Dorothy Phillips. Stuart Holmes, outro ator da era muda, que atuava desde 1909, continuaria a trabalhar por mais dois anos, fazendo seu último filme em 1964.

## Elenco
- James Stewart ... Ransom Stoddard
- John Wayne ... Tom Doniphon
- Vera Miles ... Hallie Stoddard
- Lee Marvin ... Liberty Valance
- Edmond O'Brien ... Dutton Peabody
- Andy Devine ... Delegado Link Appleyard
- Ken Murray ... Doc Willoughby
- John Carradine ... Maj. Cassius Starbuckle
- Jeanette Nolan ... Nora Ericson
- John Qualen ... Peter Ericson
- Willis Bouchey ... Jason Tully (condutor)
- Carleton Young ... Maxwell Scott
- Woody Strode ... Pompey
- Denver Pyle ... Amos Carruthers
- Strother Martin ... Floyd
- Lee Van Cleef ... Reese
- Robert F. Simon ... Handy Strong
- O.Z. Whitehead ... Herbert Carruthers
- Paul Birch ... Prefeito Winder
- Joseph Hoover ... Charlie Hasbrouck (repórter do 'The Star')

## Sinopse
A história começa quando as pessoas estão preparando um funeral. Um senador dos Estados Unidos e sua esposa estão de volta à pequena cidade de Shinbone, num território do Oeste não identificado (provavelmente o Colorado, com menções ao Rio Picketwire). O senador começa contar a um jornalista a razão de estar ali para o enterro. Na medida em que os fatos são relatados, aparecem as cenas em flashback.
O senador é Ransom Stoddard, na sua juventude um advogado que acreditava na lei e na ordem, mas que se recusava a carregar um revólver. Ele era amigo de Tom Doniphon, um pistoleiro que via nas armas a melhor forma de fazer justiça.
Doniphon e Stoddard mantiveram um tenso relacionamento, pois ambos se interessavam por Hallie. Hallie acabou preferindo Stoddard, para desilusão de Doniphon. (O personagem de John Wayne chamou de "Pilgrim" seu rival amoroso interpretado por James Stewart, cerca de 23 vezes no filme. O termo acabou se tornando característico de Wayne, sendo continuamente imitado, porém só voltou a usá-lo em McLintock!).
Quando o fora-da-lei Liberty Valance retornou faminto à cidade, causou desordem nos saloons e restaurantes. Valance temia apenas um homem: Tom Doniphon. O bandido roubara e espancara Stoddard quando este chegara à cidade, obrigando-o a trabalhar no restaurante para pagar pela comida e estadia. Quando viu Stoddard, Valance o provocou, mas Tom intercedeu.
Valance continuou a aterrorizar a cidade. Stoddard decidiu fazer alguma coisa e acabou desafiando Valance para um duelo. Completamente desajeitado com uma arma, Stoddard era, porém, presa fácil para o bandoleiro.
Depois que deixou o bar para duelar com Ransom Stoddard, curiosamente Liberty Valance vencera uma rodada de pôquer com um par de "ases" e um par de "oitos". (Esta é a famosa "Dead man's hand" (mão do homem morto), chamada assim porque eram essas cartas que estavam na mão de Wild Bill Hickok quando ele foi assassinado por Jack McCall em Deadwood, Dakota do Sul, em 2 de agosto de 1876).
Mas, quando chegou o duelo, coisas misteriosas e surpreendentes aconteceram. Ao final da narrativa para o jornalista Maxwell Scott, Stoddard revelou quem realmente matara Valance, e perguntou: “Vai usar essa história, Mr. Scott?”. A resposta foi a famosa frase: "This is the West, sir. When the legend becomes fact, print the legend". (“Este é o Oeste, senhor. Quando a lenda precede os fatos, publique-se a lenda”).

## Premiações
- Indicação para o Óscar de melhor figurino (Edith Head)